# Glodeni (gmina w okręgu Marusza)
Glodeni – gmina w Rumunii, w okręgu Marusza. Obejmuje miejscowości Glodeni, Merișor, Moișa, Păcureni i Păingeni. W 2011 roku liczyła 3817 mieszkańców.